# Wiesmann Auto-Sport
Wiesmann è stata una casa automobilistica tedesca attiva dal 1985 al 2014. Dal 2015 ne è stato ripresentato solamente il marchio.

## Storia

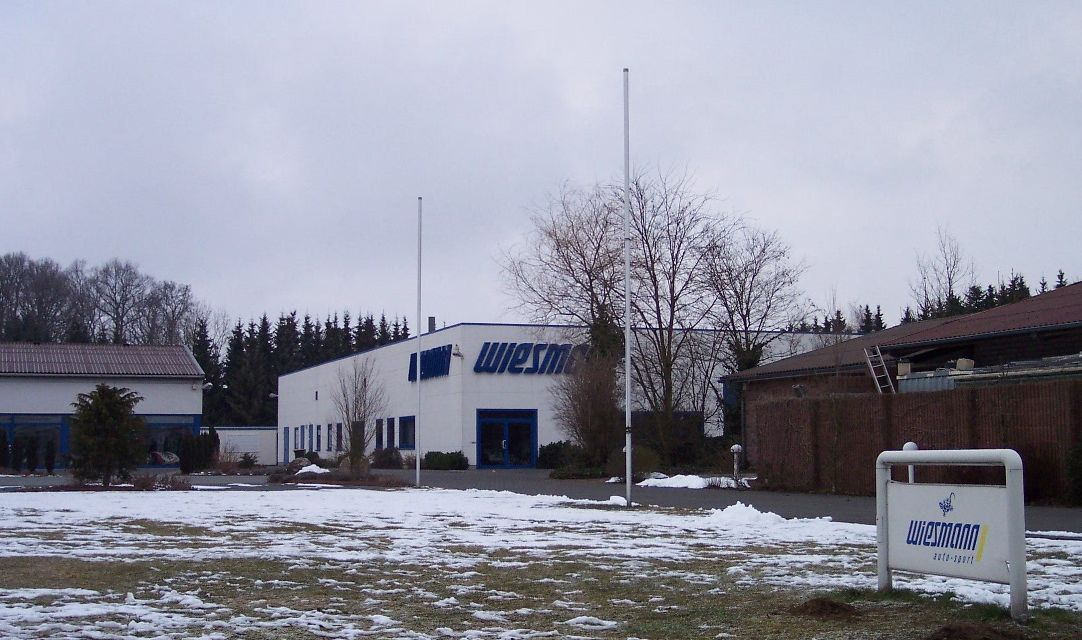
Stabilimento della Wiesmann

L'azienda fu fondata dai fratelli Friedhelm e Martin Wiesmann in Vestfalia quando, in occasione del salone dell'automobile di Essen, i due decisero di fondare una vera fabbrica costruttrice, specializzata in vetture particolari, sopra le righe. Per procurarsi i fondi necessari all'avvio della produzione automobilistica, all'inizio la Wiesmann produceva tettucci rigidi per cabriolet.
Il logo della Wiesmann è un geco, perché la Casa stessa dipinge (non a torto) i suoi modelli come vetture che stanno attaccate alla strada "come i gechi sui muri".
Quando la situazione economica si fece sufficientemente florida da permettere il salto di classe, i due decisero che per proporre ad una clientela selezionata qualcosa di particolare, niente era meglio di una moderna e potente meccanica attorno alla quale costruire carrozzerie altrettanto moderne e sportive, ma di un deciso sapore rétro. Si partì subito con l'idea di una roadster costruita artigianalmente e che utilizza i migliori propulsori BMW. Ancor oggi la ditta è nota maggiormente per le sue roadster ad alte prestazioni dalle linee classiche su base meccanica BMW. La prima delle roadster fu prodotta nel 1993. In ogni caso la Casa produce anche delle splendide granturismo coupé, sempre con linee rétro e meccanica moderna.
Nel 2005 fu lanciata la prima coupé, ossia la Wiesmann GT, una gradevole coupé con molti richiami classici alle vetture degli anni cinquanta. Stranamente, le Wiesmann richiamano non tanto le classiche tedesche, ma le classiche inglesi: il frontale delle Wiesmann ricorda molto certe Jaguar, mentre la coda rievoca alcune Austin-Healey.
Nel 2007 è stata lanciata invece la Wiesmann GT MF4, equipaggiata da un V8 da 4799 cm³ in grado di erogare 367 CV e di spingere la vettura a 290 km/h di velocità massima. Intorno allo stesso periodo è stata proposta anche la potente GT MF5, con motore da 5 litri mutuato nientemeno che dalle esclusive BMW M5 ed M6, potenza di 507 CV e prestazioni rilevanti.
Nel 2010 è stata introdotta la GT MF4-S, equipaggiata da un altro potente motore della Casa bavarese, vale a dire il 4 litri montato sulle M3 E90/E92/E93. Anche tale propulsore, sebbene di cilindrata inferiore, è in grado di regalare buone prestazioni alla vettura.
Ad agosto 2013, a séguito di difficoltà economiche, l'azienda chiese l'apertura di una procedura d'insolvenza al tribunale di Muenster, che accertò lo stato insolvente e nominò un curatore fallimentare a tutela dei creditori. Nonostante questo il 16 dicembre si tenne un incontro tra i vertici dell'azienda e i creditori per preparare un nuovo piano industriale, in quanto fu deciso di rimettere sul mercato il marchio.
A seguito di colloqui senza successo con il consorzio CMMW del Regno Unito, interessato a rilevare Wiesmann e riprendere la produzione, la società fu chiusa un mese dopo a maggio 2014.

## Modelli

### Wiesmann MF3
la MF3 è la prima vettura prodotta dalla Wiessman nel 1993. Adotta una configurazione roadster ed è dotata di un propulsore BMW 6 cilindri che eroga la potenza di 343 cv, permettendole un'accelerazione da 0 a 100 km/h in 4,9 secondi, con una punta massima di 255 km/h. Il motore viene gestito da un cambio sequenziale a sei marce. L'intero corpo vettura è realizzato in fibra di vetro e alluminio.

### Wiesmann GT Concept
La GT Concept rappresenta la prima autovettura coupé prodotta dalla Wiesmann e fu presentata presso il salone automobilistico di Essen nel 2002. La meccanica era in larga parte di origine BMW e come propulsore venne impiegato un V8. L'intera carrozzeria è stata realizzata in alluminio per contenere il peso complessivo. Tale modello fu lievemente modificato per entrare in produzione di serie l'anno successivo.

### Wiesmann GT MF4
Presso il salone automobilistico di Francoforte del 2005, la Wiesmann presentò il suo primo modello coupé di serie, la GT MF4. Era basata sulle precedenti MF3 Roadster e GT Concept. Come propulsore da equipaggiare sulla vettura si scelse un V8 di origine BMW da 4,8 litri. Ciò ha comportato un ingrandimento del vano motore, cosa che ha determinato l'allargamento dell'intera automobile. Anche il serbatoio è stato maggiorato, in quanto è stato portato ad avere una capienza di 70 litri. Viste le maggiori dimensioni, il corpo vettura è stato costruito in alluminio e fibra di vetro per contenere il peso. Così configurata, l'auto raggiunge un rapporto peso/potenza di 3,41 kg /cv. Per migliorare la manovrabilità, il mezzo è stato abbassato sulle sospensioni.
Nel 2009 la Wiesmann ha realizzato la versione Roadster della MF4, la quale è dotata del propulsore V8 4,8 da 367 cv. Il telaio è un monoscocca in alluminio, mentre sono disponibili come aiuti alla guida l'ABS e il DSC. I fari sfruttano lo xeno per incrementare l'illuminazione.
Nel 2010 è stata introdotta la versione S, dotata di un motore 4 litri V8 da 420 cv gestito da un cambio manuale o a doppia frizione. Ciò la porta ad avere un rapporto peso/potenza di 3.1 kg / CV. Accelera da 0 a 100 km/ in 4,4 secondi ed ha una velocità massima di 300 km/h.
Nel 2013, per commemorare i 25 anni dell'azienda, la Wiesmann ha rilasciato la versione Club Sport della GT MF4. Rispetto a quest'ultima, è stata alleggerita di 20 kg ed implementa numerose appendici aerodinamiche sportive in fibra di carbonio. È equipaggiata inoltre con dotazioni da corsa come il Roll Bar e i sedili sportivi a 4 punti di aggancio. Il propulsore è un V8 da 420 cv che fa accelerare la vettura da 0 a 100 km/h in 4,4 secondi, con una velocità massima di 293 km/h. Ciò, unito alla massa di 1350 kg, stabilisce un rapporto peso di 3,2 kg / cv. Ne sono stati realizzati solo 25 esemplari, ognuno dei quali con la matricola incisa sul pomello del cambio.

### Wiesmann GT MF5
Nel 2007, presso il salone automobilistico di Francoforte, la Wiessman lanciò l'evoluzione della precedente GT MF4, la MF5. Il bodykit è stato reso più aerodinamico e sono stati inseriti pneumatici più larghi per migliorare l'aderenza e la maneggevolezza. È stata equipaggiata con un motore centrale V10 5 litri che eroga 507 cv sui 7750 giri/min, con una coppia di 520 Nm. l'intero motore viene gestito da un cambio sequenziale a 7 marce. Il rapporto peso-potenza e di 2,7 kg/cv, mentre l'accelerazione da 0 a 100 km/h si concretizza in 3,9 secondi. Il telaio monoscocca è in alluminio, mentre gli impianti di assistenza alla guida sono rappresentati dall'ABS e dal DSC. Di questo modello è stata prodotta anche la versione in configurazione roadster.

### Wiesmann Spyder Concept
Presso il salone automobilistico di Ginevra del 2011, la Wiesmann ha presentato la Spyder Concept. È dotata di un propulsore V8 4.0 da 420 cv. La potenza erogata, unita al peso inferiore alla tonnellata, permettono alla vettura di accelerare da 0 a 100 km/h in 4 secondi, con una velocità massima di 290 km/h. Tale vettura si basa sui primi studi realizzati dai progettisti della Wiesmann recuperati dal momento che i fan della casa tedesca si mostravano propensi ad una messa in produzione di un modello sportivo puro.

## La ripresentazione del marchio
Come in altri casi del settore, i diritti di utilizzo del marchio sono stati acquisiti nel 2015 da una nuova società che ha ripresentato alcuni modelli e che ha dichiarato l'intenzione di produrre una vettura scoperta totalmente elettrica a far data dal 2025.

## Galleria d'immagini

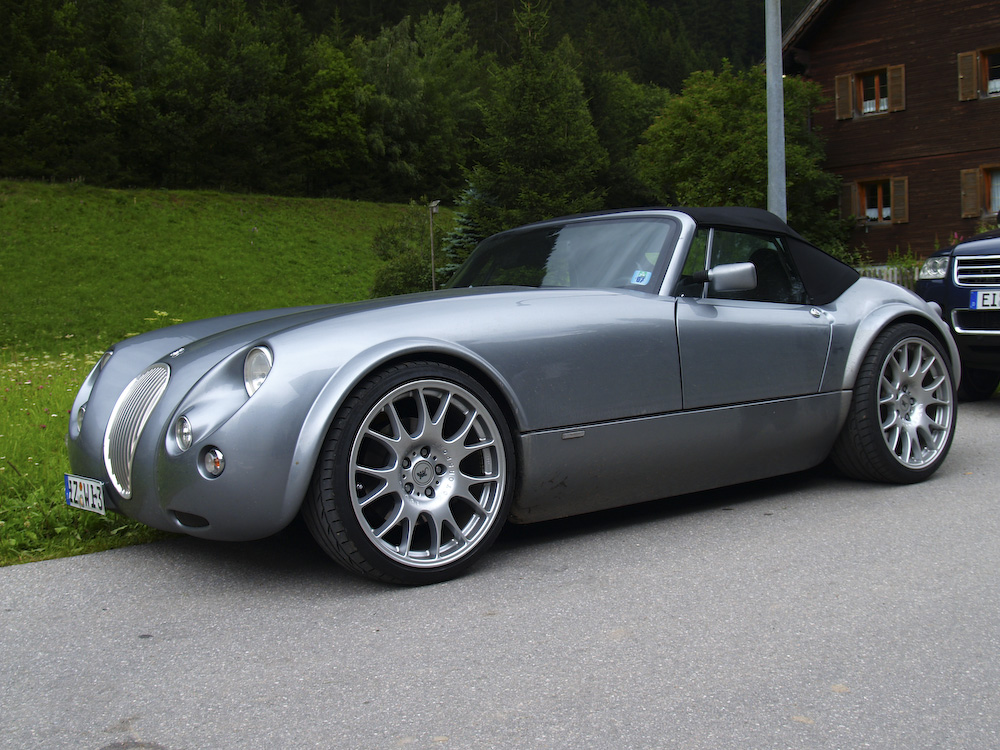
Wiesmann MF3
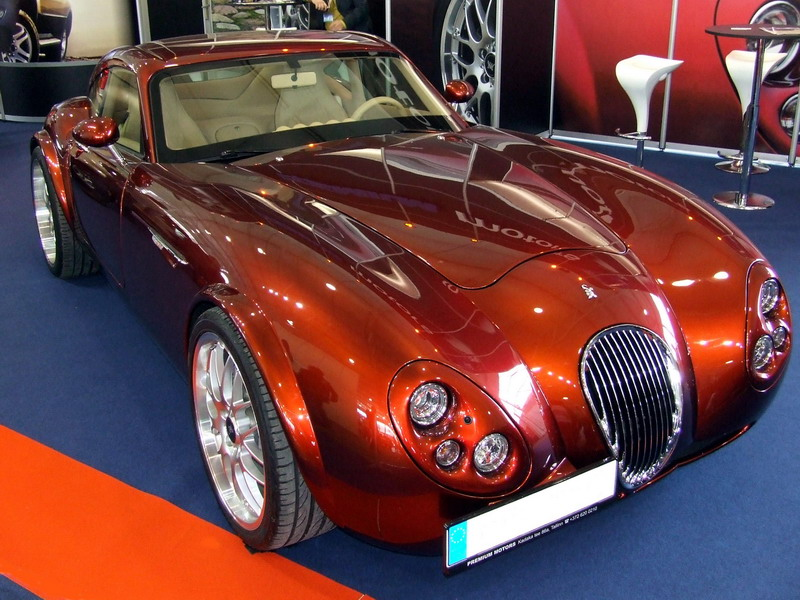
Wiesmann GT MF4
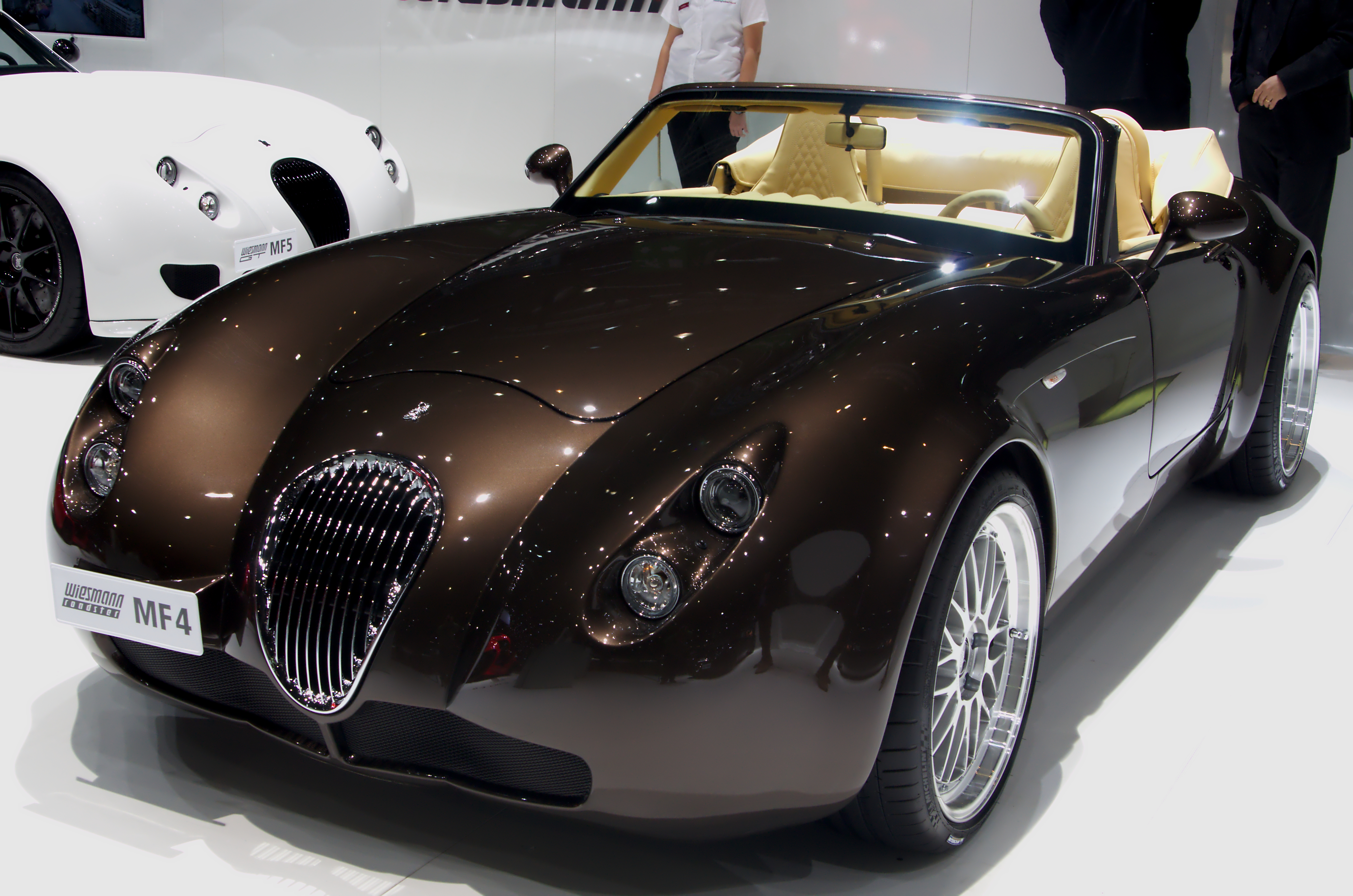
Wiesman GT MF4 Roadster
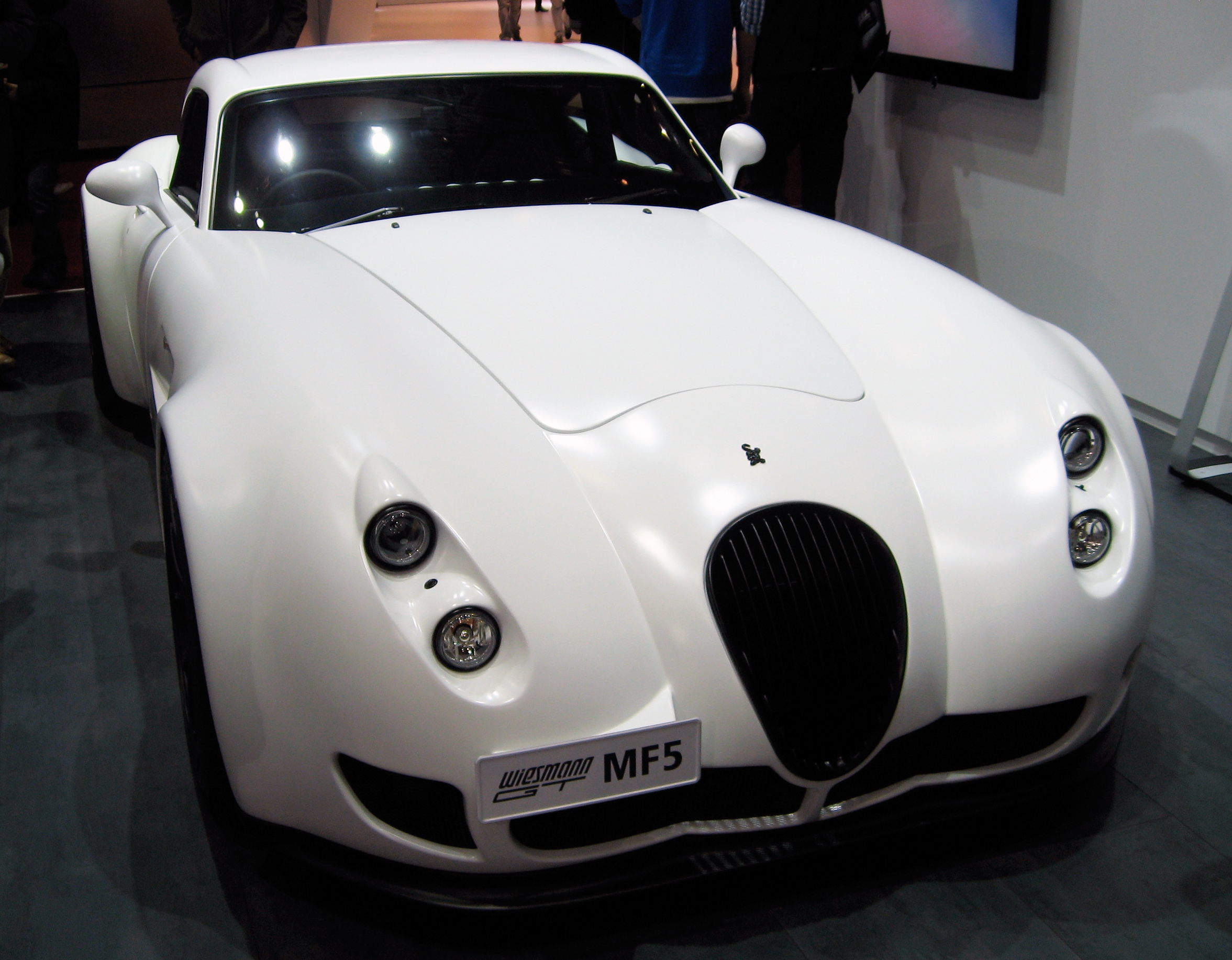
Wiesmann GT MF5
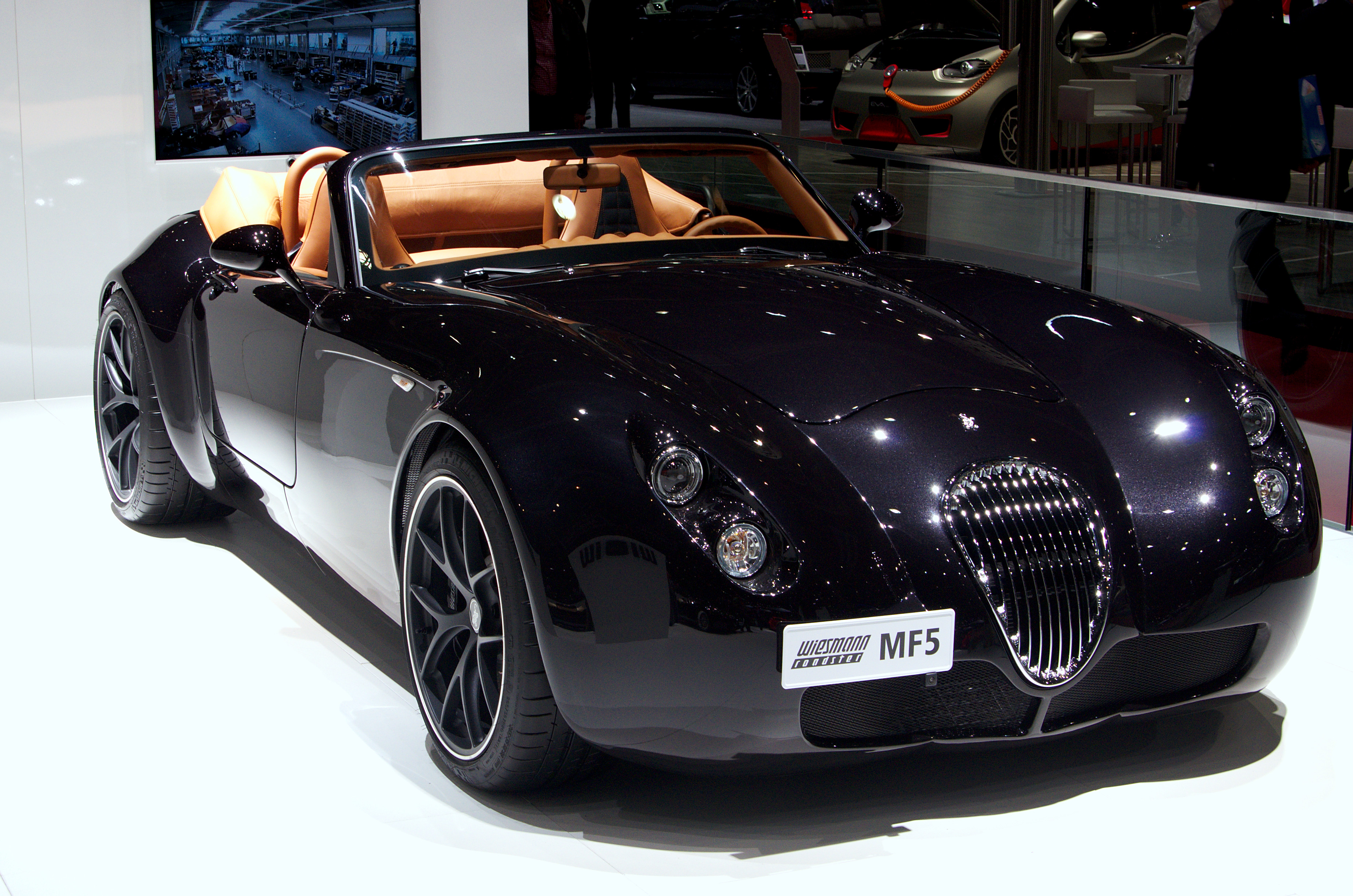
Wiesmann MF5 Roadster
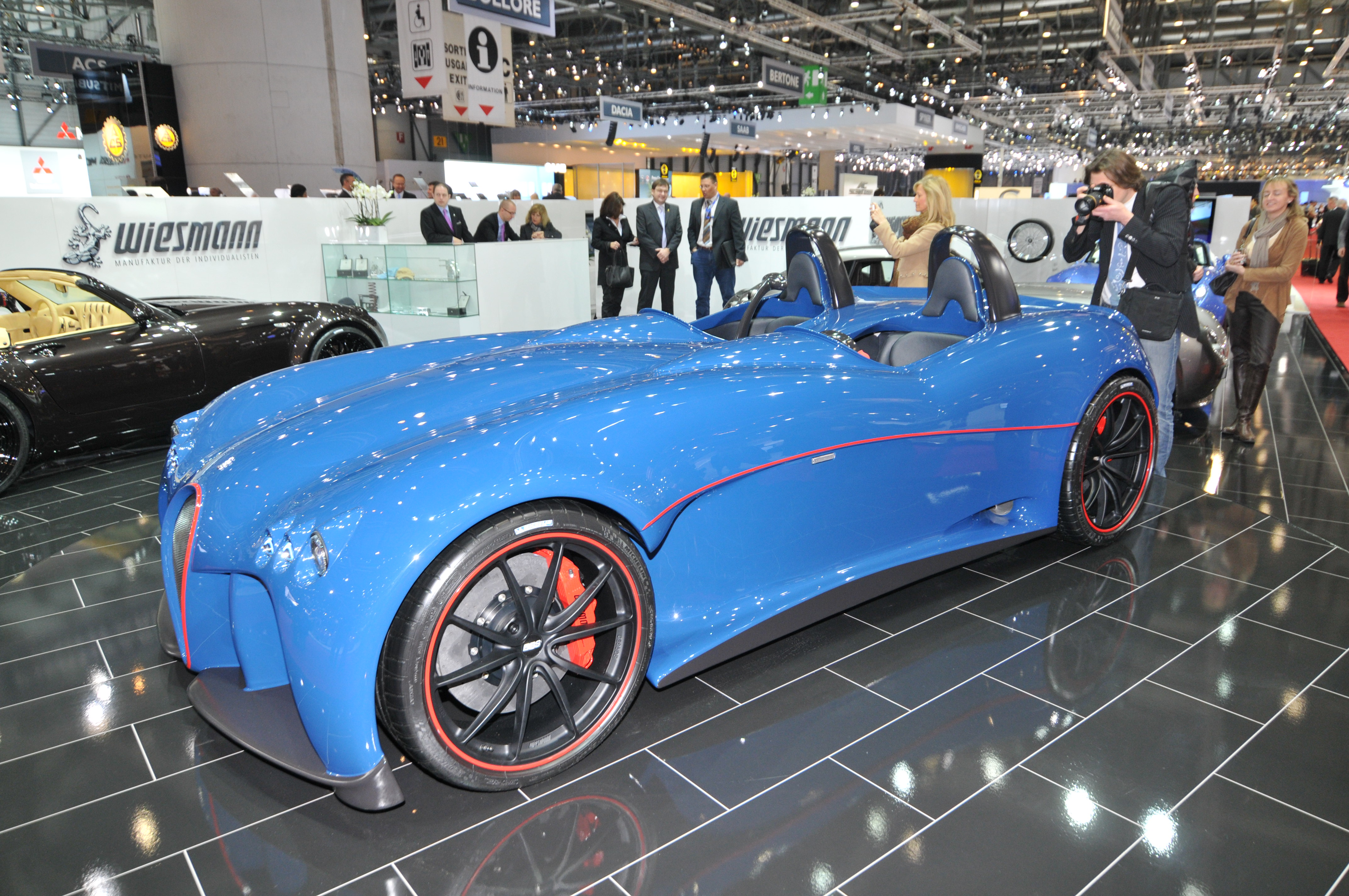
Wiesmann Spyder Concept